# Świątynia Apolla (Syrakuzy)
Świątynia Apolla (wł. Tempio di Apollo) – najstarsza, dorycka świątynia typu peripteros (budowla otoczona kolumnadą) na Sycylii, znajdująca się na wyspie Ortygia.

## Historia
Pierwotna zabudowa świątyni Apolla powstała w VI wieku p.n.e. W 1860 roku przekształcona została w kościół bizantyjski, a następnie w meczet. W czasach normańskich budowla została ponownie zamieniona na kościół chrześcijański. Wraz z upływem czasu na wyspie podniósł się poziom gruntu, przez co budowla znalazła się pod powierzchnią ziemi. Za panowania Hiszpanów nad świątynią powstały koszary. W 1938 roku pod ówczesnymi zabudowaniami odkryto starożytną budowlę i rozpoczęto odkopywanie świątyni. Prace zostały ukończone w 1942.

## Opis
Pierwotnie była to budowla o wymiarach 190 na 70 metrów (17 x 6 kolumn). Obecnie ze świątyni pozostały jedynie ruiny (tylko dwie z kolumn zachowały się w nienaruszonym stanie), a na tym terenie znajduje się stanowisko archeologiczne. W sąsiedztwie ruin powstał plac Largo XXV Luglio.